# Wieruszów
Pour les articles homonymes, voir Wieruszów (homonymie).
Wieruszów est une ville de Pologne, située au centre du pays, dans la voïvodie de Łódź. Elle est le chef-lieu de la gmina de Wieruszów et du powiat de Wieruszów.